# NGC 3808A
NGC 3808A (другие обозначения — UGC 6643, IRAS11381+2243, MCG 4-28-20, Arp 87, ZWG 127.25, VV 300, PGC 36228) — спиральная галактика (Sc) в созвездии Лев.
Этот объект не входит в число перечисленных в оригинальной редакции «Нового общего каталога» и был добавлен позднее. Он также включён в атлас пекулярных галактик.